# 佩德罗切
佩德罗切，是西班牙安达卢西亚自治区科尔多瓦省的一个市镇。总面积122平方公里，总人口1747人（2001年），人口密度14人/平方公里。